# Гарлі-Девідсон і ковбой Мальборо
Гарлі-Девідсон і ковбой Мальборо (англ. Harley Davidson and the Marlboro Man) — американський бойовик 1991 року.

## Сюжет
Двоє друзів з «легендарними» іменами — байкер Гарлі-Девідсон (за маркою легендарного мотоцикла) та його друг ковбой Мальборо (за популярною маркою сигарет) дізналися, що їхній знайомий власник бару потрапив у біду. Банк намагається відібрати бар, незаконно збільшивши орендну плату. Гарлі й Мальборо, разом з іншими друзями, вирішили пограбувати інкасаторський броньовик банку і цими грошима заплатити борг. Однак, в бронемашині виявляються не гроші, а наркотики, яким торгує банк. Друзів починає переслідувати банда головорізів з охорони корумпованого банкіра.

## У ролях
| Актор              | Роль              |
| ------------------ | ----------------- |
| Міккі Рурк         | Гарлі-Девідсон    |
| Дон Джонсон        | Мальборо          |
| Челсі Філд         | Вірджинія Слім    |
| Тіа Каррере        | Кіміко            |
| Деніел Болдвін     | Олександр         |
| Джанкарло Еспозіто | Джиммі Джілес     |
| Ванесса Вільямс    | Лулу Деніелс      |
| Роберт Гінті       | Том               |
| Джуліус Гарріс     | Старий            |
| Елой Касадос       | Хосе              |
| Біг Джон Стадд     | Джек Деніелс      |
| Том Сайзмор        | Ченс Вайлдер      |
| Мітці Мартін       | жінка             |
| Келлі Ху           | Сьюзі             |
| Джеймс Нардіні     | панк з пістолетом |
| Бренан Т. Бейрд    | панк з ножем      |
| Бренском Річмонд   | великий індіанець |
| Стейсі Елліотт     | подруга індіанця  |
| Ганс Гауз          | бармен            |
| Боббі Тайлер       | Страйпер          |
| Марлон Дартон      | армрестлер        |
| Джордан Лунд       | охорона           |
| Стів Таннен        | охорона           |
| Біллі Д. Лукас     | Джон              |
| Свен-Оле Торсен    | Девід             |
| Денніс Скотт       | Пітер             |
| Коді Гленн         | Майкл             |
| Мішель Лейбоурн    | Гоні              |